# Caviria sericea
Caviria sericea är en fjärilsart som beskrevs av Fldr. 1862. Caviria sericea ingår i släktet Caviria och familjen tofsspinnare. Inga underarter finns listade i Catalogue of Life.